# Чехи-Заблотне
Чехи-Заблотне (Чехи, пол. Czechy Zabłotne) — село в Польщі, у гміні Орля Більського повіту Підляського воєводства. Населення — 25 осіб (2011).

## Історія
Вперше згадується у 1560 році. У 1975—1998 роках село належало до Білостоцького воєводства.

## Демографія
Демографічна структура станом на 31 березня 2011 року:
|          | Загалом | Допрацездатний вік | Працездатний вік | Постпрацездатний вік |
| -------- | ------- | ------------------ | ---------------- | -------------------- |
| Чоловіки | 14      | 0                  | 9                | 5                    |
| Жінки    | 11      | 0                  | 1                | 10                   |
| Разом    | 25      | 0                  | 10               | 15                   |